# آکسفورد (میزوری)
آکسفورد (به انگلیسی: Oxford) یک منطقهٔ مسکونی در ایالات متحده آمریکا است که در شهرستان ورت، میزوری واقع شده‌است. آکسفورد ۳۰۲٫۹۷ متر بالاتر از سطح دریا واقع شده‌است.